# 連続線形作用素
関数解析およびそれに関連する数学の分野における連続線形作用素（れんぞくせんけいさようそ、英語: Continuous linear operator）とは、線形位相空間の間の連続な線形変換のことを言う。
2つのノルム空間の間の作用素が有界線形作用素であるならばそれは連続線形作用素であり、逆もまた成立する。

## 性質
連続線形作用素は有界集合をふたたび有界集合へ写す。線形汎関数が連続であることとその核が閉であることは必要十分であり、有限次元空間上のすべての線形関数は連続となる。
A を位相空間 X から Y への線形作用素とすると、以下の三つの性質は同値となる:
1. A は X 内の点 0 で連続。
2. A は X 内のある点 {\displaystyle x_{0}} で連続。
3. A は X の至る所で連続。

この証明は、線形位相空間内の開集合の変換はふたたび開集合となること、および等式
{\displaystyle A^{-1}(D)+x_{0}=A^{-1}(D+Ax_{0})\,\!}
が空間 Y 内の任意の集合 D および空間 X 内の任意の点 x0 に対して成立すること（作用素 A の加法性により従う）により完成される。